# Cantone dei cavalieri del Baunach

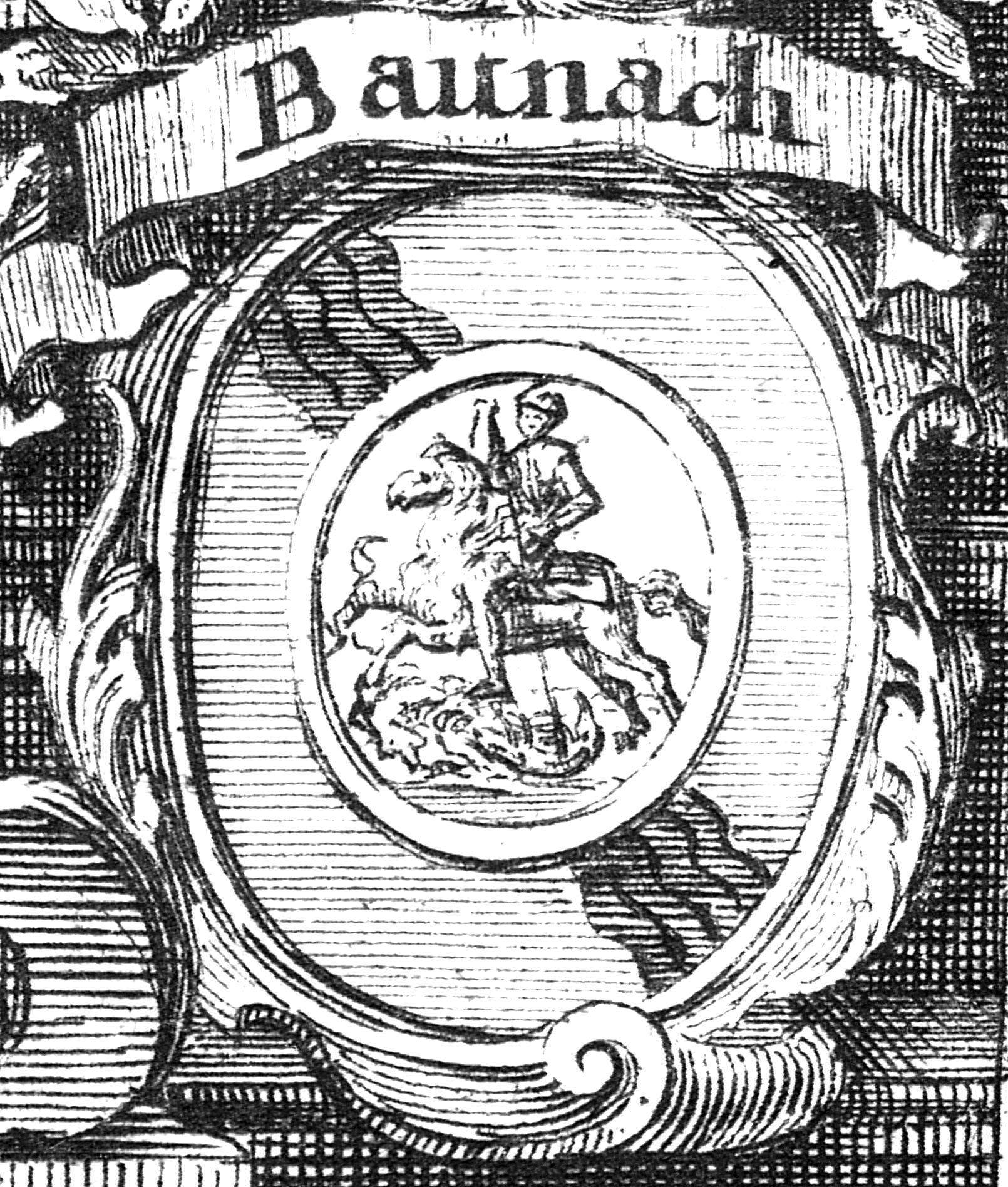
Stemma del cantone dei cavalieri di Baunach nel Codex diplomaticus equestris cum continuatione del 1721

Il cantone dei cavalieri del Baunach (tedesco: Ritterkanton Baunach) fu un circolo di cavalieri del Sacro Romano Impero appartenente al Circolo dei cavalieri della Franconia.

## Storia
Il cantone dei cavalieri del Baunach venne creato a partire dal XVI secolo in Germania, nella regione del corso del fiume omonimo, in Franconia. Esso aveva sede nella città di Baunach dove si trovava la Ritterhaus poi a Ruegheim e dal 1778 a Norimberga.
Il circolo venne chiuso col crollo del Sacro Romano Impero, la mediatizzazione degli stati principeschi e la soppressione infine dei circoli cavallereschi il 16 agosto 1806.

## Cavalieri imperiali del cantone del Baunach
- Baroni von Bibra auf Brennhausen und Gemünda
- Baroni von Greifenclau zu Vollraths auf Gereuth
- Baroni von Guttenberg auf Kirchlauter
- Herren von Fulbach
- Signori von Hutten auf Franckenberg
- Baroni von Könitz in Untersiemau
- Signori von Lichtenstein auf Lahm (Heilgersdorf)
- Baroni von Rotenhan auf Rentweinsdorf und Ebelsbach
- Baroni von Rotenhan auf Merzbach
- Baroni von Rotenhan auf Eyrichshof und Fischbach
- Baroni vom Stein zu Altenstein zu Pfaffendorf
- Baroni Truchseß von Wetzhausen auf der Bettenburg und Bundorf
- Baroni Truchseß von Wetzhausen zu Wetzhausen